# Ваиколоа-Виллидж
Ваиколоа-Виллидж (англ. Waikoloa Village) — статистически обособленная местность, расположенная в округе Гавайи (штат Гавайи, США) с населением в 4806 человек по статистическим данным переписи 2000 года.

## География
По данным Бюро переписи населения США статистически обособленная местность Ваиколоа-Виллидж имеет общую площадь в 49,6 квадратных километров, водных ресурсов в черте населённого пункта не имеется.
Статистически обособленная местность Ваиколоа-Виллидж расположена на высоте 125 метров над уровнем моря.

## Демография
По данным переписи населения 2000 года в Ваиколоа-Виллидж проживало 4806 человек, 1225 семей, насчитывалось 1750 домашних хозяйств и 2057 жилых домов. Средняя плотность населения составляла около 96,9 человек на один квадратный километр. Расовый состав Ваиколоа-Виллидж по данным переписи распределился следующим образом: 45,92 % белых, 0,48 % — чёрных или афроамериканцев, 0,21 % — коренных американцев, 16,65 % — азиатов, 9,20 % — выходцев с тихоокеанских островов, 26,09 % — представителей смешанных рас.
Испаноговорящие составили 8,99 % от всех жителей статистически обособленной местности.
Из 1750 домашних хозяйств в 41,2 % — воспитывали детей в возрасте до 18 лет, 51,5 % представляли собой совместно проживающие супружеские пары, в 13 % семей женщины проживали без мужей, 30 % не имели семей. 19,7 % от общего числа семей на момент переписи жили самостоятельно. Средний размер домашнего хозяйства составил 2,74 человек, а средний размер семьи — 3,15 человек.
Население статистически обособленной местности по возрастному диапазону по данным переписи 2000 года распределилось следующим образом: 29,9 % — жители младше 18 лет, 6,2 % — между 18 и 24 годами, 34,2 % — от 25 до 44 лет, 23,0 % — от 45 до 64 лет и 6,7 % — в возрасте 65 лет и старше. Средний возраст жителей составил 35 лет. На каждые 100 женщин в Ваиколоа-Виллидж приходилось 104,3 мужчин, при этом на каждые сто женщин 18 лет и старше приходился 101 мужчина также старше 18 лет.

## Экономика
Средний доход на одно домашнее хозяйство в статистически обособленной местности составил 50 040 долларов США, а средний доход на одну семью — 55 222 доллара. При этом мужчины имели средний доход в 36 134 доллара США в год против 30 881 доллар среднегодового дохода у женщин. Доход на душу населения в статистически обособленной местности составил 21 328 долларов в год.